# Regimento de Artilharia de Boden
O Regimento de Artilharia de Boden (em sueco Bodens artilleriregemente; também designado pela sigla A 8) é uma unidade de artilharia do Exército da Suécia, aquartelada na cidade de Boden, situada no norte do país, e localizada a 35 km a noroeste de Luleå.

O regimento foi desativado em 2000 e reativado em 2022. 

Está vocacionado para ”desenvolver unidades com capacidades de combate indireto, sob a forma de fogo indireto, e apoio aéreo às unidades terrestres”.

O seu pessoal é constituído por 250 efetivos, incluindo oficiais profissionais, militares em serviço permanente e funcionários civis.

É composto por: Estado-Maior, Batalhão de Artilharia e Escola de Combate de Artilharia 

## Equipamento

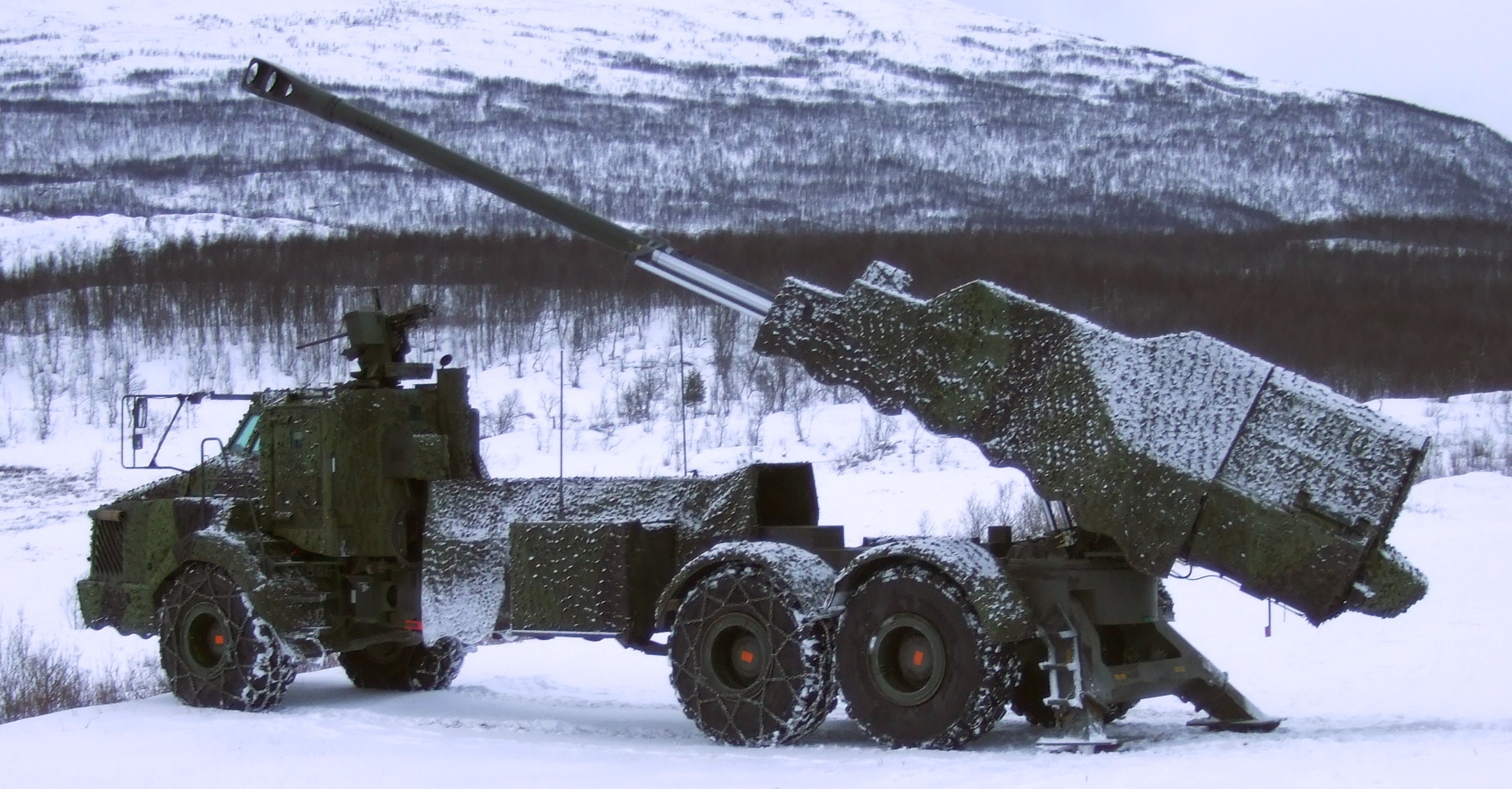
Uma peça da artilharia autopropulsada Archer

Está equipado com o sistema automático de artilharia autopropulsada Archer

## História
O atual Regimento de Artilharia de Boden foi fundado em 1919, com a denominação de A 8, desativado como regimento em 2000, e reativado em 2022.